# 茹雷馬 (皮奧伊州)
茹雷馬（葡萄牙語：Jurema）是巴西的城鎮，位於該國東北部，由皮奧伊州負責管轄，面積1,297平方公里，海拔高度535米，2010年人口4,517，該城鎮人口密度每平方公里3.48人。